# Велико-Деражнянська сільська рада
Велико-Деражнянська сільська рада — колишня адміністративно-територіальна одиниця та орган місцевого самоврядування у Ярунському (Пищівському) районі Волинської округи, Київської та Житомирської областей УРСР з адміністративним центром у селі Велика Деражня.

## Населені пункти
Сільській раді на момент ліквідації були підпорядковані населені пункти:
- с. Велика Деражня
- х. Слобідка

## Населення
У 1923 році кількість населення ради становила 1 181 особу, кількість дворів — 242.

## Історія та адміністративний устрій
Утворена 1923 року в складі сіл Велика Деражня, Середня Деражня та хуторів Слобідка-Дераженська, Язвини Пищівської волості Новоград-Волинського повіту Волинської губернії. 7 березня 1923 року увійшла до складу новоствореного Пищівського (згодом — Ярунський) району Житомирської (згодом — Волинська) округи. 28 вересня 1925 року адміністративний центр ради перенесено до с. Середня Деражня з перейменуванням ради на Середньодеражнянську. Після 1925 року х. Язвини не числиться на обліку населених пунктів. Раду відновлено 27 жовтня 1926 року з с. Велика Деражня та х. Слобідка-Дераженська (згодом — Слобідка) в складі.
Відповідно до інформації довідника «Українська РСР. Адміністративно-територіальний поділ», станом на 1 вересня 1946 року Велико-Деражнянська сільрада входила до складу Ярунського району Житомирської області, на обліку в раді перебували с. Велика Деражня та х. Слобідка.
11 серпня 1954 року, відповідно до указу Президії Верховної ради УРСР «Про укрупнення сільських рад по Житомирській області», сільську раду ліквідовано, територію та населені пункти включено до складу Середньодеражнянської сільської ради Ярунського району Житомирської області.